# Eishockey World
Die Eishockey World (eigene Schreibweise Eishockey WORLD) war eine deutsche Eishockeyfachzeitschrift. Zwischen Februar 2002 und Oktober 2007 erschienen insgesamt 55 Ausgaben. Ihren Sitz hatte die Redaktion in Wöllstadt, Chefredakteur war Patrick Bernecker, der bis 1998 beim Eishockey Magazin und anschließend bei Eishockey live als Redakteur tätig gewesen war.

## Aufbau
Die Zeitschrift erschien zunächst zehnmal pro Jahr, später wurde die Frequenz auf neunmal jährlich reduziert. Ausgaben, die zu Saisonbeginn erschienen, wurden auch als Sonderhefte bezeichnet. Thematisch wurden alle deutschen Ligen betreut und zudem umfangreich über die NHL berichtet. Nach der Einstellung der Zeitschrift aufgrund finanzieller Schwierigkeiten unterstützte ihr Chefredakteur Patrick Bernecker ab 2008 das NHL-Ressort bei den Eishockey News, die in diesem Jahr erstmals ein NHL-Sonderheft herausbrachten.